# Lái Thiêu
Lái Thiêu is een phường in thị xã Tân Uyên, een thị xã in de Vietnamese provincie Bình Dương.
Lái Thiêu is sinds januari 2011 een phường. Sindsdien is Thuận An een thị xã. Daarvoor was het een van de district. Lái Thiêu ligt aan de oever van de Sài Gòn.